# White Winter Hymnal
White Winter Hymnal è il primo singolo dei Fleet Foxes, pubblicato nel 2008. Secondo la rivista Time, è il #5 miglior singolo del 2008, secondo Pitchfork la seconda migliore canzone del 2008.

## Video musicale
Per la promozione del singolo è stato prodotto un video musicale diretto da Sean Pecknold, fratello maggiore del cantante del gruppo.
Il video è stato realizzato interamente con la tecnica claymation, un tipo di animazione stop-motion, il gruppo quindi è mostrato sotto forma di pupazzetti di plastilina.
Inizialmente i membri del gruppo vengono mostrati invecchiati con delle lunghe barbe canute. Uno di loro è seduto vicino a un meccanismo in metallo che gira in senso orario, simboleggiando il tempo che passa. Ad un certo punto afferra la manovella del meccanismo girandola in senso contrario. Si alternano velocemente il giorno e la notte, l'acqua dei fiumi scorre in senso contrario, i funghi crescono e marciscono, la neve si scioglie, i fiori sbocciano e appassiscono. Intanto il gruppo ringiovanisce: la barba e i capelli ora hanno assunto colori castano/bruni. Ma appena allenta la presa della manovella il meccanismo ritorna a girare molto velocemente in senso orario, riportando tutto allo stato originario.
Nel 2011 la cantante e musicista Birdy ne ha realizzato una cover, musicalmente affine all'originale, contenuta nel suo album di debutto eponimo, uscito nel novembre del 2011.

## Tracce
1. White Winter Hymnal – 2:27
2. Isles – 3:06